# Compostiera

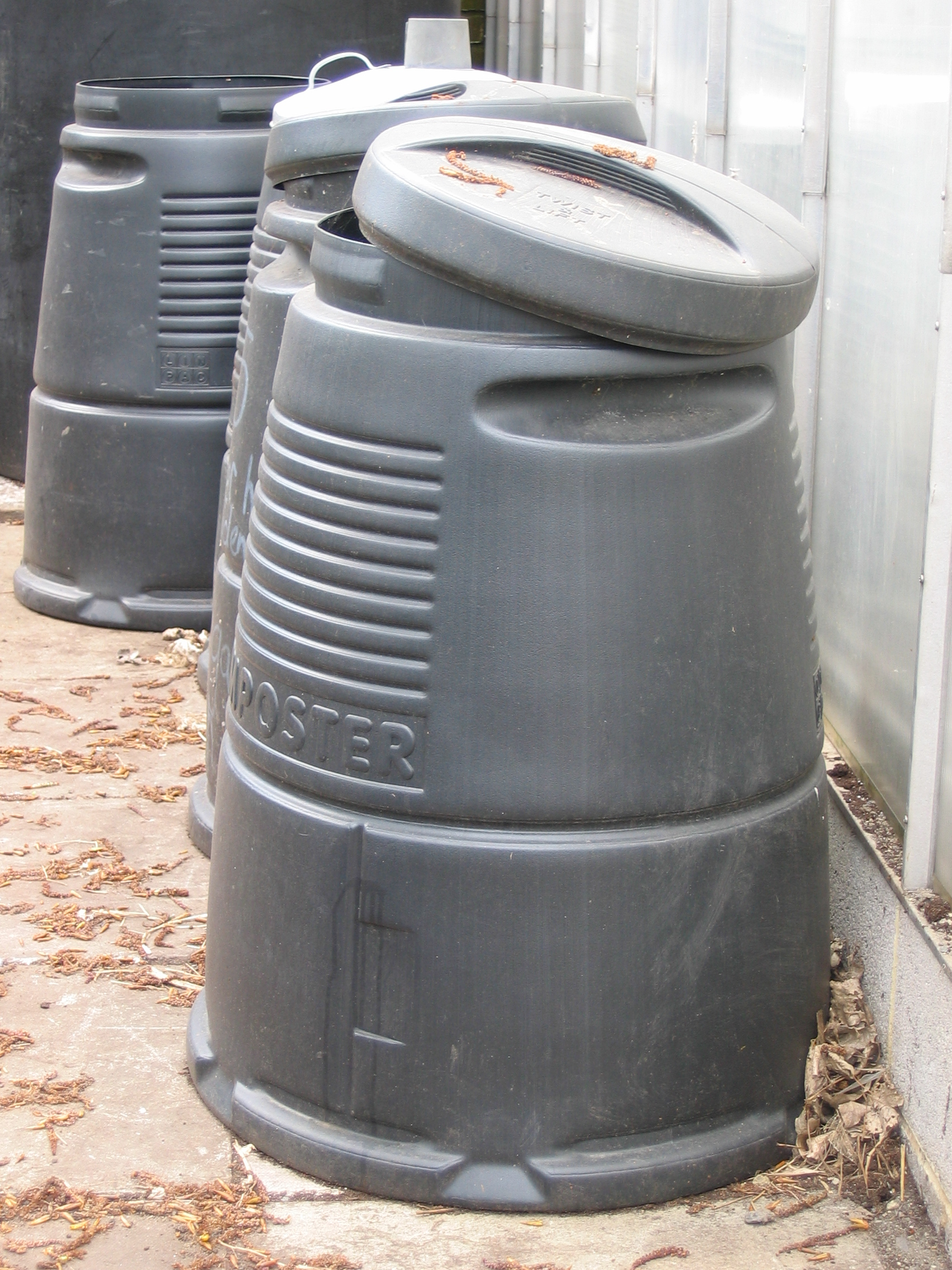
Alcune compostiere

La compostiera (dall'inglese composter) o biocompostiera è un impianto domestico per la produzione di compost a partire dalla frazione organica dei rifiuti solidi domestici.

## Descrizione
Si tratta di un contenitore adatto ad accogliere i rifiuti organici i quali, durante la permanenza nello stesso, vanno incontro al processo di decomposizione aerobica. La compostiera può essere in plastica, ma ne esistono diversi modelli artigianali anche autocostruiti in legno e metallo.
La conformazione della compostiera ideale dovrebbe essere studiata per favorire l'ossigenazione del materiale organico. Il modo più semplice per realizzare una compostiera è quello di prendere 5 pallet e legarli insieme in modo da formare un cubo di circa un metro di lato, aperto dall'alto.
All'interno di essa i numerosi batteri: termofili, mesofili, psicrofili e actonomiceti, insieme ai lombrichi trasformano le sostanze organiche in humus o terra fertile.
Il prodotto che si ottiene è il compost.